# جيف كيلوغ
جيف كيلوغ (بالإنجليزية: Jeff Kellogg)‏ هو حكم كرة قاعدة ‏ أمريكي، ولد في 29 أغسطس 1961.